# Sharon Jones & The Dap-Kings
Sharon Jones & The Dap-Kings is een New Yorkse soul-/funkband die tot 2016 bestond uit zangeres Sharon Jones (1956-2016) en de huisband van het Daptone-label. Hun muziek, gemaakt volgens de tradities van eind jaren 60/begin jaren 70 (onder anderen James Brown) met analoge opnametechnieken en instrumenten die al jaren niet meer verkrijgbaar zijn, wordt ook wel rawfunk genoemd.

## Geschiedenis

### Beginjaren
Sharon Lafaye Jones verhuisde op jonge leeftijd naar New York; in de kerk zong ze gospels en bij talentenjachten liet ze zich begeleiden door lokale funkbands. Onder de naam Lafaye Jones werd ze sessiezangeres; ze deed achtergrondwerk voor diverse soulartiesten. Eind jaren 80 was soul voorbijgestreefd door de modernere r&b-variant; Jones kwam niet meer aan de bak en werd als dertiger te oud, te klein en te dik bevonden voor een solo-contract. Om in haar levensonderhoud te voorzien ging ze onder meer als gevangenbewaarder werken.

### Nieuwe ronde nieuwe kansen
In 1996 werd de dan 40-jarige Jones gevraagd om achtergrondzang te doen op een nummer van de Soul Providers. Deze band, opgericht door Philip Lehman en Gabriel Bosco Mann Roth, nam een album op met James Brown-achtige instrumentalen en een aantal samenwerkingen met funkzanger Lee Fields. Jones' driestemmige bijdrage maakte zoveel indruk dat ze ook twee leadnummers mocht opnemen; Switchblade (oorspronkelijk bedoeld voor een mannenstem) en The Landlord verschenen op het debuutalbum Soul Tequila dat werd uitgebracht op het inmiddels opgeheven Franse label Pure Records. Lehman en Roth startten vervolgens Desco Records, vernoemd naar de stofzuigerwinkel op West 41st Street waarvan de kelder als kantoorruimte werd gebruikt en waar stalgenoot Adam Scone (organist bij Sugarman 3) een appartement had. Soul Tequila werd heruitgebracht als Gimme the Paw maar dan zonder The Landlord.
Jones nam drie vinylsingles op met de Soul Providers: Damn It's Hot pt. 1/Damn It's Hot 2, Bump n Touch (part 1)/Hook n Sling Meets the Funky Superfly (aaneengeregen covers van Eddie Bo en Bobby Willams) en You Better Think Twice/ I Got the Feeling (James Brown-cover). De singles werden uitgebracht zonder vermelding van het jaartal en misleidend verkocht als seventies-funk.

### Oprichting Daptone
In 2000 besloten Lehman en Roth om ieder huns weegs te gaan; samen met Sugarman 3-saxofonist Neil Sugarman startte Roth het Daptone-label. De Soul Providers gingen uit elkaar en maakten een doorstart als de Dap-Kings; naast Sugarman en bassist Roth bestond de band uit ex-Providers Binky Griptite (gitaar), Earl Maxton (orgel), Fernando Velez (percussie) en Anda Szilagyi (trompet). Tenorsaxofonist Leon Michels en drummer Homer Steinweiss van de Mighty Imperials (hun album Thunder Chicken was de laatste met het Desco-imprint) completeerden de bezetting.

### Dap-Dippin'
In 2001 traden Sharon Jones & The Dap-Kings een zomer lang in Barcelona op, waar ze ook exemplaren verkochten van hun debuutalbum Dap Dippin' with Sharon Jones and the Dap-Kings; het werd in 2002 de eerste officiële uitgave op Daptone. Een uitgebreide tournee binnen en buiten de Verenigde Staten volgde, en binnen de kortste keren groeide Jones uit tot de belangrijkste exponent van het label. Door tijd-, geld- en energiegebrek gingen andere projecten, zoals solo-albums van Binky Griptite (die bij optredens de zangeres aan- en afkondigde) en Lee Fields, de ijskast in. Ook Sugarman 3 moest lange tijd wachten alvorens een opvolger te kunnen maken voor het Daptone-album Pure Cane Sugar.

### Losse singles
Na Dap-Dippin' verschenen er drie non-albumsingles; het anti-oorlogslied What If We All Stopped Paying Taxes (2002), het hard funkende Genuine part 1/Genuine part 2 (2004) en Just Dropped In (To See What Condition My Condition Was In); 2005). Laatstgenoemd nummer, een cover van Kenny Rogers & The First Edition, zou oorspronkelijk in 2002 zijn opgenomen voor een Kentucky Fried Chicken-reclame, maar is daar nooit voor gebruikt; wel verscheen het in 2008 op de soundtrack van de film Soul Men.

### Naturallyen personeelswijzigingen
In 2005 kwam het tweede album uit; Naturally had al in 2003 moeten verschijnen als onderdeel van een tweeluik, maar doordat Roth bij een verkeersongeluk een oogverwonding opliep werden de opnamen uitgesteld en teruggebracht tot een album. Ook veranderde de samenstelling van de band; Maxton en Szilagyi stapten over naar de New Yorkse afrobeatformatie Antibalas en werden vervangen door trompettist David Guy. Thomas Brenneck van The Budos Band sloot zich aan als tweede gitarist. Vlak na de verschijning van het album hield ook Michels het voor gezien; hij raakte betrokken bij de oprichting van Truth & Soul Records en bracht er als El Michels Affair het reeds opgenomen soloalbum Sounding Out the City uit. Truth & Soul heeft onder meer Fields, Steinwess en Brenneck in zijn artiestenbestand en beheert de catalogus van het Soul Fire-label van Lehman sinds deze de scene verliet en op de Bahama's ging wonen. Bij de Dap-Kings werd Michels vervangen door Ian Hendrickson-Smith, een lokale jazzsaxofonist die reeds diverse albums heeft uitgebracht onder eigen naam.

### 100 Days 100 Nightsen samenwerkingen

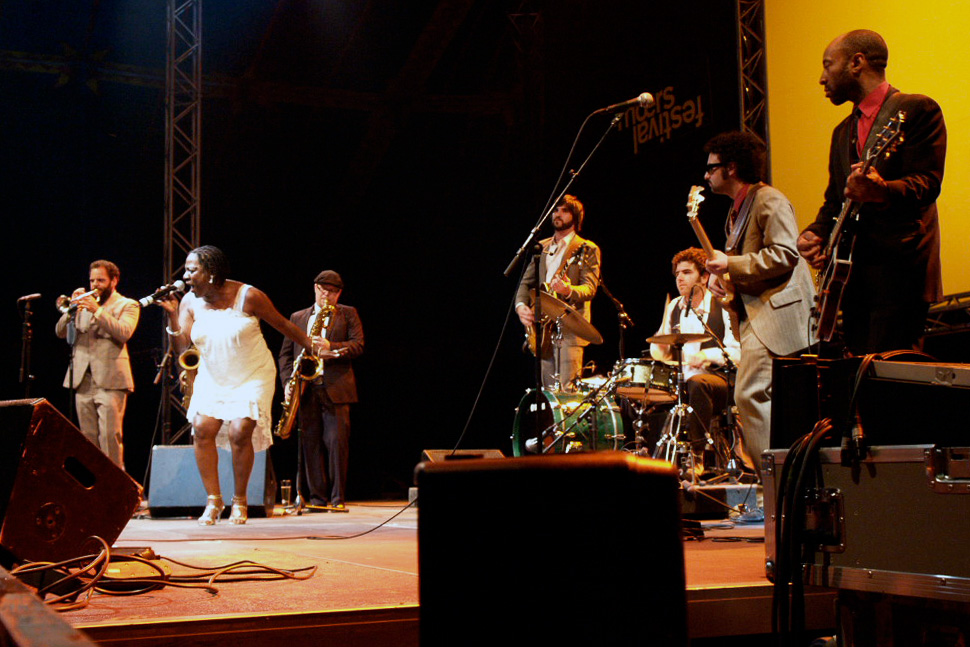
Sharon Jones & Dap Kings op het Moers Festival 2007

De Dap-Kings werden door de Brits-New Yorkse dj-producer Mark Ronson ingehuurd voor een aantal projecten; ze speelden op zes nummers van het Amy Winehouse-album Back to Black (2006; onder andere Rehab en You Know I'm No Good) en Ronsons Version (2007; een nummer uitgezonderd). Ook begeleidden ze Winehouse tijdens haar Amerikaanse tournee.
In 2007 verscheen de losse single I'm Not Gonna Cry; op 2 oktober van dat jaar volgde het album 100 Days, 100 Nights met de gelijknamige single.

### I Learned the Hard Way
Op 6 april 2010 kwam het album I Learned the Hard Way uit; de bezetting was uitgebreid met achtergrondzang van de Dapettes, oftewel Saun & Starr. De band speelde op North Sea Jazz en gaf in Duitsland een concert voor het muziekprogramma Rockpalast.
In 2011 en 2012 waren er twee uitverkochte concerten in de Paradiso en werd er in New York een item gemaakt voor De Zwarte Lijst. Ondertussen werden de losse singles gebundeld op de verzamelaar Soul Time. Op 27 mei 2012 speelde de band op Pinkpop.

### Give the People What They WantenIt's a Holiday Soul Party

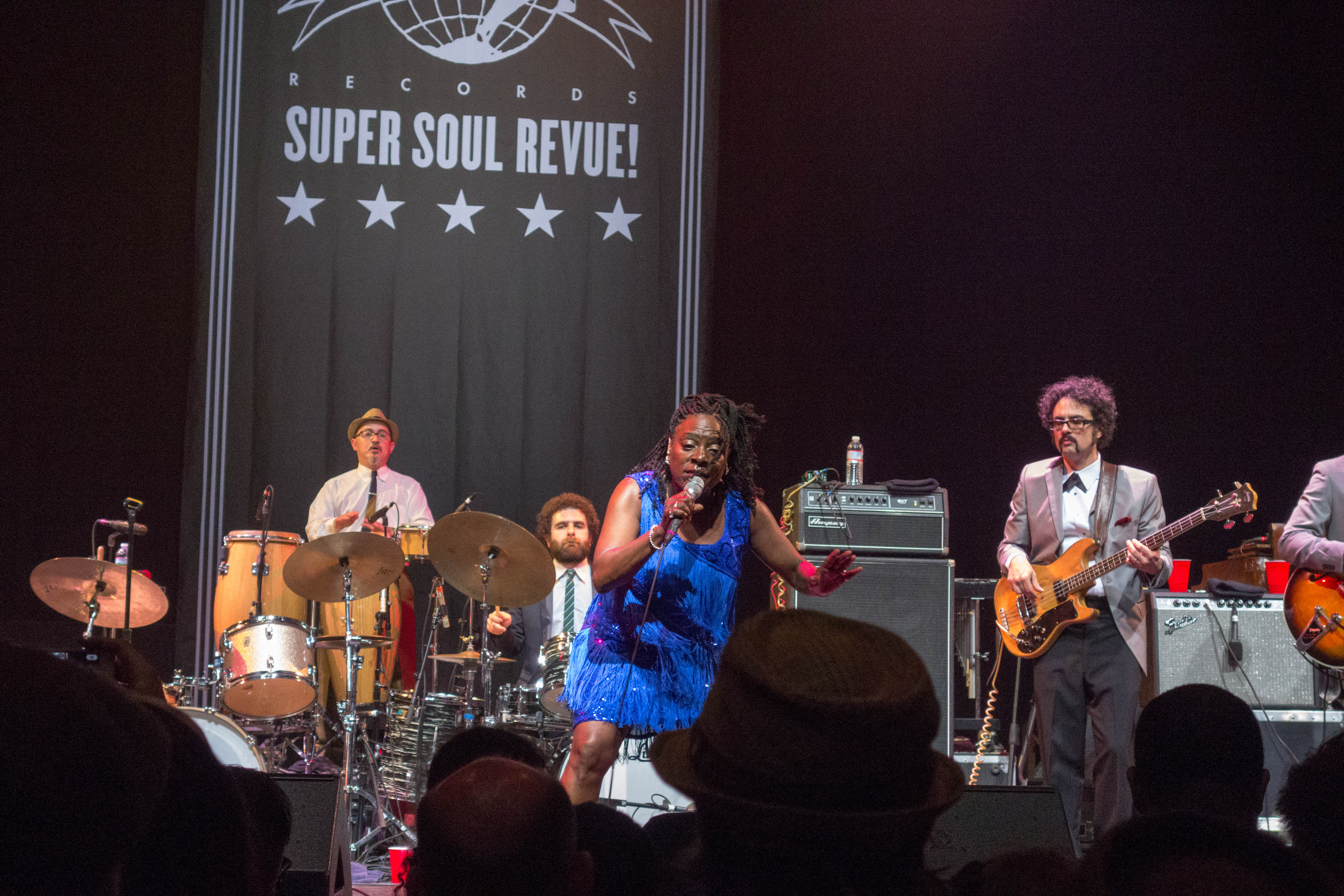
Sharon Jones & The Dap-Kings op South by Southwest 2013

Het album Give the People What They Want zou in 2013 verschijnen maar moest door ziekte worden uitgesteld naar begin 2014. Jones was tegen die tijd voldoende hersteld om weer op te treden. In juli stond ze voor de derde keer op North Sea Jazz; ditmaal als hoofdact van de Daptone Super Soul Revue. De concerten van 7 en 9 november 2014 waren de laatste in Nederland. 
In 2015 toerden Sharon Jones & The Dap-Kings door Amerika met de Tedeschi Trucks Band; voorafgaand aan haar eigen optreden zong Jones twee wisselende duetten met frontvrouw Susan Tedeschi, waaronder Bring it on home to me. De band zou op 28 augustus naar het Amsterdamse Bostheater komen, maar de tournee ging niet door omdat bij Jones opnieuw kanker werd geconstateerd. 
Eind oktober 2015 maanden later verscheen het kerst-/chanoeka-album It's a Holiday Soul Party. 
In 2016 ging de documentairefilm Miss Sharon Jones in première. Hierin werd de zangeres gevolgd vanaf de eerste kankerdiagnose tot een jaar na haar herstel. Speciaal voor de soundtrack werd het nummer I'm Still Alive opgenomen.

### Overlijden van Jones
Ondanks haar ziekte bleef Jones doorgaan met optreden; ze toerde tot 23 september 2016 door Amerika met Hall & Oates en Trombone Shorty. Tussentijds verscheen de downloadbare single Midnight Rider, een cover van de Allman Brothers-klassieker die was opgenomen voor een reclamespot van het automerk Lincoln. Jones zou 3 oktober 2016, tien dagen na afloop van de tournee, in het Witte Huis optreden, maar ze zag zich genoodzaakt om af te zeggen. De Dap-Kings besloten het concert door te laten gaan, waarbij de zangpartijen werden verdeeld tussen Binky Griptite en de Dapettes. Jones overleed op 18 november 2016 op 60-jarige leeftijd aan de gevolgen van alvleesklierkanker.. De Dap-Kings besloten geen nieuwe zangeres te zoeken voor het label aangezien dat hoge verwachtingen zou scheppen. Gabriel Roth zei daarover in het blad Rolling Stone; "Iedereen vraagt wat we nu gaan doen, en niets voelt goed. Iedereen heeft een suggestie, maar er komt geen nieuwe Sharon Jones. Die band is speciaal voor haar opgericht; wat we met (Sharon) hebben meegemaakt zullen we nooit meer meemaken". De Dap-Kings gingen door met sessiewerk en incidentele optredens zoals een eenmalige concertreeks met pianist Jon Batiste. Na afloop Binky Griptite in september 2018 de band voor een solocarrière.

### Soul of a Woman,RenditionenDaptone Super Soul Revue; postume eerbetonen
Speciaal voor Record Store Day werden in 2017 de eerste opnamen van Jones (uit 1975) op vinyl uitgebracht. Haar laatste opnamen verschenen in november van dat jaar op het album Soul of a Woman.
In oktober 2020 werd Just Dropped In (To See What Condition My Rendition Is In) uitgebracht, een verzamelalbum met covers die in de jaren 00 waren opgenomen.
Ter gelegenheid van de 65e geboortedag van Jones hielden de Dap-Kings in mei 2021 een onlinechat binnen de coronamaatregelen waarbij ze vragen van fans beantwoordden. Diezelfde maand werd in Augusta het Sharon Jones Amphitheater geopend. Najaar 2021 verscheen Daptone Super Soul Revue Live at the Apollo, de registratie van de concerten die in december 2014 werden gegeven.